# Motivacija

## Definicija
Motivacija je psihološki element, ki spodbuja organizem, da ravna v skladu s svojimi cilji, željami, potrebami in notranjo kontrolo. Nanjo lahko gledamo kot na gonilno silo, ki nas prisili, da ravnamo v skladu z nekim ciljem, ali pa to vedenje še dodatno okrepi. Npr. lakota je motivacija, ki v nas vzbudi željo po tem, da bi jedli.
Pojem motivacije različne smeri in raziskovalni pristopi razlagajo različno, vsi pa se skladajo v opredelitvi, da je motivacija   :
- občutena napetost, ki je usmerjena k ali proti nekemu ciljnemu objektu
- notranji proces, ki vpliva na vztrajnost, smer in intenzivnost k cilju usmerjenega vedenja
- specifična potreba, želja ali hotenje, ki spodbudi k cilju usmerjeno vedenje

Motivacija je psihološki proces, ki spodbuja in usmerja naše vedenje ter se nanaša na z njim povezana čustva, misli, prepričanja, stališča, pojmovanja in druge psihične vsebine.
Vzroki motivacije so lahko notranji ali zunanji. Notranji vzroki so fiziološki procesi, goni, cilji, potrebe, vrednote, zamisli itd., zunanji vzroki pa pobude, pritiski, kulturno in socialno okolje, dražljaji, situacije itd.

## Dimenzije motivacije
Teorija samodoločenosti (TSD) poudarja pomembnost človekovih notranjih nagnjenj in psiholoških potreb, ki so osnova za integracijo osebnosti in samomotivacijo. Samodoločenost je opravljanje dejavnosti  iz avtonomnih, notranjih razlogov, ki so nasprotni razlogom, ki dajejo občutek pritiska in prisile. Zmožna je identificirati različne tipe motivacije, od katerih ima vsaka svoje specifične posledice na učenje, dosežke, dobro počutje in osebne izkušnje. Poleg zgoraj omenjene pa obstaja še več teorij motivacije, ki si jih lahko ogledate tukaj.

### Intrinzična motivacija
Intrinzična motivacija pomeni vključenost posameznika v določeno aktivnost zaradi zadovoljstva in užitka ob njenem izvajanju, brez zunanjih in notranjih pritiskov in brez pričakovanja nagrade. Intrinzična ravnanja so motivirana s strani osebnega interesa. Dejansko govorimo o motivaciji, ki izhaja iz notranjih lastnih impulzov, iz posameznikove notranjosti, dejavnost pa je cilj sama po sebi. Posledica je občutek zadovoljstva ob izvajanju neke dejavnosti in ob rezultatih, ki jih oseba pri tem doseže. Poznamo 3 oblike intrinzične motivacije :
1.1 Intrinzična motivacija - vedenje
Motivacija, ki izhaja iz posameznikove želje za izvajanje aktivnosti, ker mu, ko spoznava nove vsebine, to prinaša užitek. V ozadju je radovednost, saj se nanaša na vključenost posameznika v aktivnosti zaradi lastnega zadovoljstva in užitka, ki ga doživlja ob tem, ko se uči, raziskuje in poskuša razumeti nekaj novega.
1.2 Intrinzična motivacija - dosežki
Izhaja iz posameznikove želje po dosežkih, ki mu prinašajo zadovoljstvo. Posameznik raziskuje, da bi se počutil kompetentnega in kreativnega. V aktivnost se vključuje zaradi težnje, da bi nekaj dosegel, dobro naredil ali naredil nekaj novega. V ospredju ni osredotočenost na rezultat, temveč na proces.
1.3 Intrinzična motivacija  - doživljanje stimulacije
Posameznik dejavnost izvaja zaradi stimulativnih občutkov, ki jih doživlja med izvajanjem naloge ali dejavnosti. V aktivnost je vključen, ker je to za njega zabavno, prijetno in vznemirljivo.

### Ekstrinzična motivacija
Ekstrinzična motivacija predstavlja vključenost v določeno aktivnost zaradi notranjih ali zunanjih pritiskov, aktivnost je sredstvo za dosego nekega drugega cilja, ne sama po sebi. Gre za opravljanje neke dejavnosti, ne zaradi inherentnega interesa posameznika, ampak zaradi instrumentalne vrednosti dejavnosti same. Posameznik je motiviran zaradi nekega pričakovanega rezultata, ta je pomembnejši od procesa.Tovrstno motivacijo sprožijo le zunanji dejavniki in vzpodbude ( nagrada, pohvala, ocenjevanje, kazen). Če vir zunanje spodbude izgine, dejavnost preneha. Ekstrinzična motivacija pogosto ni trajna. Poznamo tri oblike ekstrinzične motivacije :
2.1 Eksternalno regulirana ekstrinzična motivacija
Nanaša se na posameznikovo vključevanje v dejavnosti zaradi pridobitev nagrad ali da bi se izognil kazni. Takšna oblika motivacije prihaja zaradi zunanjih ali notranjih pritiskov in je najmanj avtonomna ( Primer: Za študij sem se odločil z namenom, da bi imel kasneje boljšo plačo).
2.2 Introjektirano regulirana ekstrinzična motivacija
Nanaša se na bolj ponotranjeno sodelovanje z dejavnostjo ( internaliziranje vzrokov za svoje akcije), saj posameznik sodeluje pri reguliranju, vendar dejavnosti ne sprejema v celoti, ker se želi izogniti krivdi ali anksioznosti in zaradi zvišanega ega ( Primer: Za študij sem se odločil zaradi dejstva, da se počutim pomembno, ko uspem).
2.3 Identificirano regulirana ekstrinzična motivacija
Gre za zavestno vrednotenje ciljev obnašanja na ta način, da je akcija sprejeta kot osebno pomembna. Pojavi se takrat, ko so ostali regulatorji popolnoma asimiliraniPredloga:Disambiguation needed in je najbolj avtonomna oblika ekstrinzične motivacije ( Primer: Za študij sem se odločil zato, ker me bo študij usposobil za vstop na trg dela  na področju, ki mi je všeč).

### Amotivacija
Posameznik ne doživlja nobene povezave z zastavljeno nalogo, ne vidi smisla v njeni izpolnitvi. Pritisk zaznava kot posledico dejavnikov izven njegovega nadzora, občutek ima da je nemočen na kakršnokoli vplivanje na dogodke. Občutek ima, da je nezmožen nadzirati svoje vedenje, da je nekompetenten in ne zazna povezave med lastno akcijo in izidom.
Teorija samodeterminacije predvideva tri psihološke potrebe, ki so posamezniku prirojene in pomembne tako za intrinzično kot ekstrinzično motivacijo. Potreba po kompetentnosti ali učinkovitosti je potreba, ki pomeni, da se mora posameznik počutiti sposobnega dobro opraviti neko delo in poznati poti, kako doseči uspeh. Potreba po avtonomiji ali samodeterminiranosti predvideva, da mora posameznik sicer občutiti potrebo po sodelovanju, zmožen pa je tudi samoregulacije ( samoiniciative). Potreba po socialni povezanosti ali navezanosti pomeni, da se posameznik počuti sprejetega s strani socialnega okolja. Dejavniki socialnega okolja, ki zadovoljujejo tri osnovne prirojene potrebe, pospešujejo intrinzično motivacijo in večajo vidike ekstrinzične.

### Ključne raziskave

#### Deci (1971): Vpliv ekstrinzičnih nagrad na intrinzično motivacijo
Deci (1971) je v klasičnem eksperimentu s sestavljanjem puzzel (kocke Soma) 24 udeležencev razdelil v eksperimentalno in kontrolno skupino.V okviru treh serij izvajanja eksperimenta  je preverjal hipotezo, ki je predpostavljala, da se bo udeležencem, ki so notranje motivirani za izvajanje aktivnosti ( sestavljanje kocke) z uvedbo ekstrinzične nagrade zmanjšala intrinzična motivacija. V prvi in tretji seriji izvajanja poskusa sta bili situaciji enaki, v drugi seriji pa so udeleženci dobili dolar za vsako dokončanje kocke v predvidenem času. V vsaki seriji je eksperimentator zapustil sobo, naročil pa jim je, da lahko v tem prostem času počnejo karkoli želijo. Kot je Deci predpostavil, so v drugi seriji, ob vzpostavitvi ekstrinzične nagrade, udeleženci v prostem času namenili več časa sestavljanju kocke v primerjavi s prvo serijo. Ko pa je bila nagrada ukinjena v tretji seriji, je bilo sestavljanje kocke v prostem času manjše kot v prvi seriji. Intrinzična motivacija je tako upadla, ko so eksperimentatorji uvedli ekstrinzično nagrado. Izsledki raziskav notranje in zunanje motivacije so ugotovili, da oprijemljive nagrade (npr. denar) zmanjšujejo notranjo motivacijo. Obljubljena nagrada kratkotrajno poveča motiviranost, njen učinek pa hitro oslabi in dolgoročno zmanjša motivacijo za nadaljevanje dela, če ni v igri še večja ponujena nagrada. Notranje motivacije pa ne zmanjšujejo samo oprijemljive nagrade temveč tudi grožnje, ukazi, ocene pod pritiskom in vsiljeni cilji. V nasprotju pa možnost za prostovoljno izbiro in izražanje čustev povišujeta notranjo motivacijo, ker dajeta ljudem večji občutek avtonomnosti. Prednosti notranje motivacije se kažejo v povišanem življenjskem zadovoljstvu, večji vztrajnosti in vedenjski učinkovitosti ter boljši prilagoditvi osebe v socialni skupini.

#### Harackiewitz (1984)
Udeleženci so bili razdeljeni v tri eksperimentalne pogoje, njihova naloga pa je bila igranje fliperja, ki naj bi bila močno notranje motivirajoča aktivnost. V prvi skupini so udeleženci dobili nagrado glede na uspešnost igranja fliperja, v drugi skupini so dobili nagrado za uspešnost, vendar jim tega niso v naprej povedali ( niso pričakovali nagrade), v tretji skupini pa udeleženci niso prejeli nobene nagrade. Prišli so do ugotovitev, da je bilo število iger v prostem času nižje v skupini, ki je dobila nagrado za uspešnost, v primerjavi s skupino, ki je dobila nepričakovano nagrado. Pričakovana ekstrinzična nagrada zmanjša intrinzično motivacijo, vendar poveča uspešnost izvedbe.

## Motiviranje zaposlenih
Motiviranje zaposlenih je proces pri katerem želimo zvišati delovno motivacijo zaposlenih. Motiviranje je proces spodbujanja delavcev z določenimi sredstvi, da bodo učinkovito in z lastnim pristankom opravili dane naloge ali delovali v smeri določenih ciljev, npr. z različnimi priznanji, nagradami in drugimi obliki stimulacije, ki delujejo v obliki pozitivnega motiviranja. Oblike negativnega motiviranja, kot so grožnje in kazni osebe odvračajo od neželenih ciljev ali dejanj. Nezmožnost zadovoljevanja potreb pa v človeku vzbuja bolezenske znake, patološka stanja, frustracijo, depresijo, pasivnost ali agresivnost ( v podjetju je to lahko stavka).

### Dejavniki, ki vplivajo na motivacijo zaposlenih
Na motivacijo zaposlenih vplivajo motivacijska sredstva, motivacijski dejavniki, motivatorji, motivacijski vzvodi itd. Individualne razlike kot so stališča, interesi, vrednote, osebne potrebe so tiste, ki jih človek prinese s seboj na delovno mesto. Te lastnosti se od posameznika do posameznika razlikujejo, nekatere motivira denar, druge varnost in sprejemajo manj plačana dela, da bi se izognili tveganja, da bi ostali brez dela.  Lastnosti dela predstavljajo dimenzije dela, ki delo določajo in omejujejo; vključujejo tudi zahteve po različnih zmožnostih, določajo kateri delavec lahko opravi naloge od začetka do konca, vsebujejo pomembne lastnosti dela, avtonomijo pri delu in določajo vrsto in širino povratnih informacij. Različne vrste dela zahtevajo različne sposobnosti. V enakih objektivnih okoliščinah, ob enakem izobraževanju in enaki motivaciji, uspešnost posameznikov pri enakem delu ni enaka. Organizacijsko prakso sestavljajo pravila, managerska praksa, sistem nagrajevanja v organizaciji in politika. Le-ta določi nekatere ugodnosti ( zavarovanje, plačilo počitnic), z nagradami ( bonitetami) pa privlačimo nove delavce in preprečimo starim, da bi organizacijo zapustili. Nagrade motivirajo zaposlene, a morajo temeljiti na uspešnosti.

### Dejavniki, s katerimi lahko motiviramo ljudi za delo
Delavec je bolj zagret za svoje delo, če vidi, da proizvod njegovega dela komu koristi, če odkrije, da je njegovo delo pomembno. Pomembno je, da se zaposleni torej zaveda koristnost dela, ki ga opravlja. Pogosto delavec ne vidi cilja svojega dela ali pa je ta zelo oddaljen, kar se kaže v manjši storilnosti.  Cilji dela naj bi zato bili jasni, bližji in konkretno postavljeni, pri delavcu gre za poznavanje cilja in rezultatov svojega dela. Slabe fizikalne razmere imajo negativen učinek na zavzetost delavcev pri delu. Prav tako pa imajo negativni učinek tudi slabe socialne delovne razmere in medosebni odnosi ( socialna in organizacijska klima) v organizaciji, ki kot delovne razmere vplivajo na zaposlene. Eksperimenti so pokazali, da tako pohvala kot graja navadno pozitivno učinkujeta na posameznikovo dejavnost, vendar je učinek graje manjši. To sicer ne velja pri vseh posameznikih in vseh vrstah aktivnosti. Vodja mora jasno vedeti, kaj od delavca pričakuje in mu mora tudi to jasno sporočiti. Vodja, ki ne ve kaj hoče in ne zna dajati jasnih navodil za delo, ne more pričakovati, da bo delavec sam ugotovil, kaj hoče.Tekmovanje s samim seboj ima izredno velike učinke, če človek tekmuje z namenom, da bi presegel določene cilje. Tudi tekmovanje z drugimi ima lahko velike učinke na motivacijo, če so tekmovalci dovolj enakih možnosti. Sodelovanje pri delu je prav tako zelo dober mehanizem, s pomočjo katerega je možno dvigniti storilnost dela. Zaposlene v organizaciji lahko motiviramo tudi s postavljanjem problemov. Problem je stanje, ki po svoji naravi sili človeka v akcijo. Probleme naj bi ustvarjali z vprašanji in ne z ukazi, vprašanja namreč omogočajo ljudem doživeti situacijo kot problem.Raziskave so pokazale, da plača spada med dejavnike, ki lahko pri ljudeh povzročajo zadovoljstvo zaposlenih ali nezadovoljstvo. Rynes, Gerhart in Minette (2004) so ugotovili, da ljudje, ko poročajo o pomenu plače kot motivacijskem dejavniku, plači pripisujejo manjši pomen kot pa je razvidno iz njihovih vedenj in izbir. Zaposleni navadno v študijah zatrjujejo, da je plača manj pomembna, kot pa dejansko je. Raziskave so pokazale, da višja kot je izraženost zunanje motivacije, manj bodo zaposleni v razmerah ekonomske krize in varčevalnih ukrepov s plačo zadovoljni. Notranja motivacija ni pomembno povezana z zadovoljstvom s plačo, saj nanjo zunanje nagrade nimajo vpliva. Višja kot je stopnja notranje motivacije, bolj so udeleženci  zavzeti pri delu. Višja raven zunanje motivacije pomeni nižjo zadovoljstvo s plačo, na zavzetost pri delu pa ne vpliva. Višja raven notranje motivacije pa vodi do višje zavzetosti pri delu, z zadovoljstvom s plačo pa ni povezana. Zaposleni, ki so bolj zadovoljni z višino plače ( in ne tisti, katerih sama plača je višja), so pri delu tudi bolj zavzeti.
V organizaciji je pomembno, da poskušajo ugotoviti, kateri izmed motivacijskih dejavnikov so prisotni. Eden večjih vplivov ima nagrajevanje, saj z njim dosežemo večjo motiviranost, učinkovitost, produktivnost in  zavzetost zaposlenih. Poleg denarnega nagrajevanja obstajajo tudi drugi načini motiviranja zaposlenih.

### Zakonitosti motivacije
Denny (1997) navaja splošne zakonitosti motivacije, ki jih naj bi upoštevali, če želimo sami uspešno motivirati zaposlene :
- Za motiviranje drugih moramo biti tudi sami motivirani

Vodja, ki sam ni motiviran, ne more motivirati svojih zaposlenih. 
- Za motiviranje je potreben cilj

Motivacija brez določenega cilja ne obstaja, delavec ali skupina zaposlenih ne morajo biti motivirani, če v naprej nimajo postavljenega jasnega in natančnega cilja. Vodja mora biti motiviran in imeti svoj cilj. Motivacija je namreč prizadevanje za prihodnost in prizadevanje brez cilja nima smisla. Pomembno je, da se veselimo česa in se trudimo za kaj, zato si moramo postavljati cilje in naloge.
- Motivacija, ko jo enkrat vzbudimo, ne traja dolgo

V podjetjih potekajo razni sestanki in posvetovanja, namen le-teh pa je zbrati vse ljudi, jih seznaniti z novostmi, jim predstaviti poročilo o preteklem delu in postaviti cilje in načrte za prihodnost. Namen tega pa je, da se delavci na delovno mesto vrnejo motivirani in polni novih moči. Vendar pa navdušenje ljudi na sestankih samo enkrat na leto ni dovolj.
- Za motiviranje je potrebno priznanje

Priznanje je lahko tudi samo pohvala, gre za mehanizem, ljudje se za priznanje zelo bojujejo. Lahko se izrazi v obliki zahvalnega pisma ali v načinu, kako nekoga predstavimo. Podjetja dajejo zaposlenim priznanja in se jim s tem zahvalijo za njihovo kakovostno delo, dosežke in zvestobo.
- Soudeležba motivira

Kadar ljudje začutijo, da sodelujejo in so vključeni v novosti ali v uresničevanje nekih projektov, se njihova motivacija zviša.
- Če vidimo, da napredujemo, nas motivira

Bolj smo motivirani, ko vidimo, da nekaj dosežemo in da napredujemo. Motivacija se nam zniža, če opazimo nazadovanje.
- Izziv motivira samo, če imate možnosti za zmago

Izziv bo delavca motiviral samo, če bo verjel, da ima možnosti za uspeh. Učinkoviti so lahko natečaji, izzivi, tekmovanja, ki ljudi spodbujajo k večji aktivnosti.
- Vsakdo ima motivacijsko ''varovalko''

Vsakega je možno ogreti za neko delo, včasih pa tudi ugotovimo, da se nekoga še naprej spodbujati k nekemu delu ali aktivnosti ni vredno.
- Pripadnost skupini motivira

Pomembno je,da imajo ljudje občutek pripadnosti, saj vsak ob zaposlitvi postane del podjetja, naloga vodje pa je, da jih zna motivirati, da se bodo počutili tudi kot del tima. Vodja naj bi redno organiziral skupne aktivnosti ( pikniki, obiski, ipd.). Čim manjša je skupina, ki ji pripadajo, tem bolj so zvesti in motivirani.

### Pet dimenzij motivacijskega potenciala
Ustrezno motivacijo za delo omogočajo naslednje zahteve dela : pestrost dela, celovitost dela, pomembnost dela, samostojnost pri delu in povratna informacija o delu. Pestrost oz. raznolikost dela se nanaša na obseg znanj, sposobnosti in veščin, ki so potrebne, da delavec uspešno opravlja delo. Bolj ko neko delo zahteva uporabo različnih sposobnosti, bolj je raznoliko in pestro. Naslednja dimenzija motivacijskega potenciala je celovitost dela. Delo je tem bolj celovito, v kolikor bolj sestoji iz opravljanja kompletnega dela, kolikor bolj predstavlja kompleten set delovnih aktivnosti, ki so potrebne za izdelavo nekega izdelka. Delo je tem bolj celovito, kolikor bolj predstavlja delovno celoto. Pomembnost dela se nanaša na stopnjo, do katere ima delo posameznika vpliv na življenje in delo drugih ljudi, tako znotraj kot zunaj delovne organizacije. Samostojnost pri delu se nanaša na to, koliko je delavcu dopuščeno, da sam odloča o planiranju svojega dela. Stopnja do katere delavec dobi informacije, kako opravlja svoje delo, se imenuje povratna informacija o delu in se nanaša na informacije, ki jih daje sam izdelek in delovni proces, kot tudi informacije, ki nam jih dajejo sodelavci in nadrejeni.

### Vzroki za nemotiviranost
Nemotivirani ljudje manj skrbijo za svojo zunanjost, ni jim mar za pričesko in obleko, med zunanje znake pa spada tudi to, kar ljudje rečejo, saj lahko na podlagi izgovorjenega sklepamo ali gre za motivirano ali nemotivirano osebo. Nemotiviranim zaposlenim manjka samozavesti (zaradi česar se ne čutijo dovolj odločne), dejavnik nemotiviranosti pa je tudi skrb (občutek, ko jih skrbi, kaj se bo zgodilo, če bodo naredili napako). Na delavca lahko prav tako vpliva tisto, kar reče kdo drug, zato so negativna mnenja ravno tako morebiten vzrok za nemotiviranost. V nekaterih organizacijah zaposleni vedo, da nimajo možnosti za napredovanje ali pa bodo morali za to dolgo čakati, v nekaterih podjetjih je možnost napredovanja šele po številu let v službi. Občutek posameznika, da nima prihodnosti, občutek neperspektivnosti lahko vodja zmanjša s pohvalami, priznanjem za dobro opravljeno delo, spreminjanjem in delitvijo odgovornosti, zagotavljanjem možnosti za izobraževanje, vključevanjem v odločanje ipd. Vodstvo lahko prepreči tudi občutek nepomembnosti, ki je eden izmed vzrokov za nemotiviranega delavca. Ljudje pogosto niso motivirani tudi, ko ne vedo, kaj se dogaja, zato je potrebno stalno skrbeti za obveščanje ljudi, ki naj prihaja od nadrejenih. Zaposleni, ki opažajo, da ljudje niso nagrajeni  za to, kar naredijo, temveč za to kar so (zaradi osebnih zvez, prikupnosti ipd.), bodo verjetneje imeli manjšo motivacijo.
Do težav z motivacijo lahko pride tudi zaradi plače, če delavci ugotovijo, da te niso povezane z njihovim delom in dobijo vedno enako plačilo, ne glede na to, kaj so naredili.Če delavci ugotovijo, da je sistem nepravičen ( v primerjavi s plačo v drugih podjetjih) ali če postane plača le denar, porabljen za hrano, lahko hitro pride do uničenja motivacije za delo.